# Zeitschrift für Evangelische Ethik
Die Zeitschrift für Evangelische Ethik (abgekürzt ZEE) ist eine deutschsprachige theologische Fachzeitschrift. Sie erscheint vierteljährlich im Gütersloher Verlagshaus und umfasst je Heft ca. 80 Seiten.

## Profil
Die Zeitschrift versteht sich als Forum für Fachdiskussionen auf dem Gebiet der protestantischen Ethik. Neben grundlegenden Fragestellungen der theologischen und philosophischen Ethik stehen aktuelle Themen wie z. B. Natur- und Umweltethik, Medizinethik, Diskussionen um eine gerechte Wirtschaftsordnung oder der Vielfalt der Lebensgemeinschaften. Anspruch ist auch der Austausch mit angrenzenden theologischen Disziplinen.

## Herausgeber
Der Herausgeberkreis besteht aus:
- Reiner Anselm
- Peter Dabrock
- Sándor Fazakas
- Elisabeth Gräb-Schmidt
- Traugott Jähnichen
- Ulrich H. J. Körtner
- Torsten Meireis
- Thorsten Moos
- Hans-Richard Reuter
- Mathias Wirth (geschäftsführend)